# CD Logroñés
Club Deportivo Logroñes was een Spaanse voetbalclub uit Logroño in La Rioja. De club werd opgericht op 30 mei 1940 en kwam uit in de Segunda División B. Thuiswedstrijden werden afgewerkt in het Estadio Las Gaunas, dat een capaciteit van 15.902 plaatsen heeft.

## Geschiedenis
CD Logroñés werd opgericht in 1940 en debuteert in de Tercera División. De club brengt vanaf dan langere perioden door in de Segunda División A, Tercera División en de Segunda División B, wanneer deze laatste wordt opgericht. Op het einde van het seizoen 1986/1987 werd promotie naar de Primera División bereikt.  Dit gebeurde via een tweede plaats in Groep 1A, dat kan vertaald worden als een derde plaats in de gehele competitie. In het seizoen 1989/1990 zette CD Logroñés de beste prestatie in de clubgeschiedenis neer door als zevende te eindigen in de Primera División. Op het einde van het seizoen 1994/1995 degradeerde de club naar de Segunda División A nadat CD Logroñés als 20e was geëindigd. Het komt na één jaar weer terug, maar eindigt in 1997 als allerlaatste in de competitie.
In de jaren die volgden zakte de club steeds verder en in 2000 volgde naast de sportieve degradatie uit de Segunda División A, zelfs degradatie naar de Tercera División vanwege financiële problemen. De club speelt echter na een seizoen alweer in de Segunda División B, maar degradeert in het seizoen 2003/04 opnieuw naar het laagste profniveau. Het seizoen 2006/07 speelde CD Logroñés weer in de Segunda División B na gewonnen play-offs via een tweede plaats in de competitie. De financiële problemen bleven echter toenemen. Toen de club in 2009 de spelerssalarissen niet meer kon betalen werd de club uit de competitie genomen, failliet verklaard en opgesplitst in twee nieuwe clubs, UD Logroñés en SD Logroñés.

## Erelijst
- Tercera División

1943/44, 1958/59, 1965/66, 1969/70, 1977/78 en 2000/01

## Eindklasseringen
- 1944 1e
Tercera División
- 1945 4e
Tercera División
- 1946 2e
Tercera División
- 1947 3e
Tercera División
- 1948 4e
Tercera División
- 1949 4e
Tercera División
- 1950 2e
Tercera División
- 1951 10e
Segunda División
- 1952 2e
Segunda División
- 1953 5e
Segunda División
- 1954 10e
Segunda División
- 1955 5e
Segunda División
- 1956 16e
Segunda División
- 1957 17e
Segunda División
- 1958 3e
Tercera División
- 1959 1e
Tercera División
- 1960 4e
Tercera División
- 1961 6e
Tercera División
- 1962 2e
Tercera División
- 1963 3e
Tercera División
- 1964 3e
Tercera División
- 1965 4e
Tercera División
- 1966 1e
Tercera División
- 1967 15e
Segunda División
- 1968 8e
Tercera División
- 1969 3e
Tercera División
- 1970 1e
Tercera División
- 1971 15e
Segunda División
- 1972 6e
Segunda División
- 1973 17e
Segunda División
- 1974 3e
Tercera División
- 1975 3e
Tercera División
- 1976 2e
Tercera División
- 1977 13e
Tercera División
- 1978 1e
Tercera División
- 1979 11e
Segunda División B
- 1980 10e
Segunda División B
- 1981 6e
Segunda División B
- 1982 5e
Segunda División B
- 1983 7e
Segunda División B
- 1984 2e
Segunda División B
- 1985 6e
Segunda División
- 1986 16e
Segunda División
- 1987 2e
Segunda División
- 1988 13e
Primera División
- 1989 14e
Primera División
- 1990 7e
Primera División
- 1991 10e
Primera División
- 1992 10e
Primera División
- 1993 15e
Primera División
- 1994 16e
Primera División
- 1995 20e
Primera División
- 1996 2e
Segunda División
- 1997 22e
Primera División
- 1998 18e
Segunda División
- 1999 16e
Segunda División
- 2000 20e
Segunda División
- 2001 1e
Tercera División
- 2002 10e
Segunda División B
- 2003 3e
Segunda División B
- 2004 15e
Segunda División B
- 2005 3e
Tercera División
- 2006 2e
Tercera División
- 2007 14e
Segunda División B
- 2008 13e
Segunda División B
- 2009 🗙 Niet uitgespeeld
Segunda División B

- Primera División
- Segunda División
- Segunda División B
- Tercera Federación

## Bekende spelers

### Spanjaarden
- Quique Álvarez
- Iván Campo
- Gonzalo Colsa
- Cristóbal
- Julen Lopetegui
- Jorge López
- Miguel Muñoz
- Enrique Romero
- Sergio Santamaría

### Overig
- Nebojsa Gudelj
- Silviu Lung
- Nayim
- Toni Polster
- Oscar Ruggeri
- Oleg Salenko
- Amaro Nadal
- Rubén Sosa

## Bekende coaches
- Javier Irureta
- Juande Ramos
- Víctor Muñoz